# 金成恩
金成恩（韓語：김성은，1983年9月16日—），韓國女演員。2009年12月11日與韓國足球運動員鄭祖國舉行結婚典禮，育有兩子一女。2010年2月19日，從世宗大學電影藝術學系畢業，取得學士學位。

## 演出作品

### 電視劇
- 2003年：KBS《妻子》
- 2003年：MBC《男人香氣》
- 2004年：SBS《刑警》
- 2005年：SBS《三葉草》
- 2005年：KBS《風花》
- 2005年：KBS《奇男怪女》飾 李惠仁
- 2007年：MBC《謝謝》飾 徐恩希
- 2007年：SBS《追趕江南媽媽》飾 韓秀真
- 2008年：MBC《你是誰》
- 2008年：KBS《回來的大醬湯鍋》飾 姜惠京 [3]
- 2009年：KBS《2009傳說的故鄉》
- 2009年：MBC《活的有滋味》飾 羅藝珠 [4]
- 2012年：SBS《依然是你》飾 申娜羅
- 2023年：JTBC《歡迎來到王之國》飾演 （特別出演）

### 電影
- 2006年：《Magang Hotel》
- 2000年：《學校傳說》
- 2013年：《我的小英雄》
- 2013年：《夜之女王》
- 2015年：《花樣女鬼》
- 2017年：《媽媽的筆記本：記憶的菜譜》

### 綜藝節目
- 2007年：KBS《不朽的名曲》
- 2012年：Olive《滋味行》第三季
- 2013年：Olive《滋味行》第四季
- 2014年：Olive《滋味行》第五季
- 2017年2月24日：KBS《姐姐們的Slam Dunk》（友情出演，鼓勵並陪伴同僚演員強藝元練舞）
- 2017年11月24日－2018年1月19日：《天鵝俱樂部》固定主持 [5]

## 外部連結
- 金成恩的Instagram帳戶